# Iwan Geszow
Iwan Ewstratijew Geszow, bułg. Иван Евстратиев Гешов (ur. 20 lutego 1849 w Płowdiwie, zm. 11 marca 1924 w Sofii) – bułgarski finansista, bankier, filantrop i polityk, jeden z liderów Partii Narodowej w Rumelii Wschodniej, a potem także Partii Narodowej w Bułgarii, przewodniczący parlamentu (1879–1880) i minister finansów (1882–1883) Rumelii Wschodniej, dyrektor Bułgarskiego Banku Narodowego (1883–1886), przewodniczący Bułgarskiej Akademii Nauk (1898–1924), deputowany do Zwyczajnego Zgromadzenia Narodowego 8. (1894–1896), 9. (1896–1899), 11. (1901), 12. (1902–1903), 13. (1903–1908), 14. (1908–1911), 15 (1911–1913), 16. (1913), 17. (1914–1919), 18. (1919–1920) i 19. kadencji (1920–1923) oraz Wielkiego Zgromadzenia Narodowego 3. (1886–1887) i 5. kadencji (1911), Przewodniczący Zgromadzenia Narodowego (1901 i 1913), minister finansów (1886 i 1894-1897) oraz spraw zagranicznych i wyznań wiary (1911-1913), premier Carstwa Bułgarii (1911-1913).

## Życiorys

### Kariera zawodowa i polityczna
Urodził się w bogatej rodzinie kupieckiej w Płowdiwie. Miał dziesięcioro rodzeństwa, z którego wieku dojrzałego dożyła tylko jego siostra, Efimija. Podstawowe wykształcenie zdobył w szkole greckiej, następnie kształcił się w Gimnazjum im. św. św. Cyryla i Metodego oraz w Amerykańskiej Szkole Protestanckiej. W 1865 wyjechał wraz z ojcem do Manchesteru, gdzie wstąpił do Owens College by studiować nauki finansowe i polityczne. Po ukończeniu edukacji pracował przez kilka lat w biurach firmy swojego ojca, po czym w 1872 powrócił do Płowdiwu. Wkrótce po wybuchu powstania kwietniowego w 1876 został korespondentem brytyjskiego dziennika The Times, na łamach którego informował opinię międzynarodową o przebiegu insurekcji i tureckich okrucieństwach dokonywanych na miejscowej ludności. Za swoje publikacje w sierpniu 1877 trafił do więzienia. Wkrótce potem otrzymał od władz osmańskich wyrok śmierci, który dzięki interwencji brytyjskiego konsula zamieniono na karę dożywotniego więzienia. Po wyzwoleniu Bułgarii odzyskał wolność i objął posadę redaktora naczelnego gazety Марица (w tłum. Marica).
Pod koniec lat 70. zaangażował się w życie polityczne nowo powstałej Rumelii Wschodniej, współtworząc Partię Narodową, a następnie stając na jej czele. Po pierwszych wyborach do lokalnego parlamentu, zwanego Zgromadzeniem Dzielnicowym (bułg. Областно събрание), przeprowadzonych jesienią 1879, został przewodniczącym obrad, zaś w latach 1882–1883 był ministrem finansów prowincji. W 1883 osiedlił się w Sofii i w tym samym roku objął posadę dyrektora Bułgarskiego Banku Narodowego. W połowie 1885 przebywał w Belgii, Szwajcarii i Grecji, gdzie zaznajamiał się z metodami działania tamtejszych banków. Po powrocie do ojczyzny zaproponował szereg zmian w funkcjonowaniu swojej placówki, które przedłożył parlamentowi Księstwa Bułgarii.
W 1886 był członkiem delegacji podpisującej w Budapeszcie pokój z Serbią po wojnie z 1885. W tym samym roku wszedł w skład rządu Petka Karawełowa oraz Wasiła Radosławowa, obejmując urząd ministra finansów. W 1892 został przewodniczącym pierwszych Targów Rolniczo-Przemysłowych w Płowdiwie.
Po upadku reżimu Stefana Stambołowa w 1894 po raz pierwszy uzyskał mandat deputowanego do Zgromadzenia Narodowego. Karierę parlamentarzysty kontynuował niemal bez przerw do 1923. Dwukrotnie, w 1901 i 1913, był Przewodniczącym Zgromadzenia Narodowego.
W 1894 po raz trzeci stanął na czele Ministerstwa Finansów, tym razem w gabinecie Konstantina Stoiłowa. Pełnił także funkcję szefa Resortu Handlu i Rolnictwa.
W 1898 został przewodniczącym Bułgarskiej Akademii Nauk, której członkiem był od 1884. Godność tę piastował do chwili śmierci w 1924.
W 1901, po śmierci Stoiłowa, stanął na czele Partii Narodowej. Dziesięć lat później, w marcu 1911, został premierem Carstwa Bułgarii, a także ministrem spraw zagranicznych i wyznań wiary. W okresie jego rządów Bułgaria przystąpiła do Ligi Bałkańskiej, a następnie do I wojny bałkańskiej. Wkrótce po jej zakończeniu podał się do dymisji.
W 1920 został jednym z liderów nowo powstałej Zjednoczonej Partii Narodowo-Postępowej. Dwa lata później wyjechał do Francji, unikając w ten sposób represji ze strony rządu Aleksandyra Stambolijskiego skierowanych przeciwko opozycji. Po zamachu stanu 9 czerwca 1923 powrócił do ojczyzny i wstąpił do prorządowego Porozumienia Demokratycznego. Niecały rok później zmarł.

### Działalność charytatywna
Iwan Geszow był znany ze swojej filantropii. W 1873 założył Towarzystwo Charytatywne (bułg. Благотворително дружество) oraz zebrał środki finansowe niezbędne do ukończenia budowy szkoły im. „Świętej Trójcy” w Płowdiwie. Po wyzwoleniu Bułgarii ufundował mauzoleum w Plewenie poświęcone poległym żołnierzom rosyjskim i rumuńskim. Wspierał także powstawanie i działalność czytelni, cerkwi i placówek służby zdrowia. Dopomógł w ukończeniu budowy szpitala w Stambule.
Swoim patronatem objął wiele przedsięwzięć związanych z edukacją. W 1909 spłacił dług Bułgarskiego Towarzystwa Literackiego (120 tys. lewów) oraz otworzył dla niego fundusz pieniężny. Sześć lat później, w 1915, wybudował w Sofii z własnych środków czteropiętrowy dom, nazwany „Domem Iwana i Marii Geszowów” (bułg. Дом на Иван и Мария Гешови), który przeznaczył jako miejsce zakwaterowania dla studentów. Wsparł także finansowo budowę nowej wyższej uczelni. Na krótko przed śmiercią zapisał w swym testamencie dla Bułgarskiej Akademii Nauk trójpiętrowy dom wart ok. 3 mln lewów.
Od 1899 do chwili śmierci stał na czele Bułgarskiego Czerwonego Krzyża. Wspierał także osobiście ubogich studentów, weteranów wojennych i in.

### Życie prywatne
Iwan Ewstratijew Geszow był żonaty z Mariją Pulijewą, z którą miał trzech synów i dwie córki.

## Wykaz publikacji
Iwan Ewstratijew Geszow pisał pamiętniki, a także publikacje poświęcone finansom i polityce, takie jak:
- Ивайло (w tłum. Iwajło; 1888; dramat)
- Задругата в Западна Европа (w tłum. Wspólnota w Europie Zachodniej; 1890)
- Думи и дела. Икономически и финансови студии (w tłum. Słowa i czyny. Studia ekonomiczne i finansowe; 1899)
- Борбата за побългаряване на Източна Румелия и моята дипломатическа мисия (w tłum. Walka o zbułgaryzowanie Rumelii Wschodniej i moja misja dylomatyczna; 1904)
- Народна партия (w tłum. Partia Narodowa; 1908)
- Опит за пресмятане богатствата на България (w tłum. Próba oceny bogactw Bułgarii; 1909)
- Престъпно безумие и анкетата по него (w tłum. Przestępczy nierozsądek i jego badanie; 1914)
- Балканският съюз. Спомени и документи (w tłum. Liga bałkańska. Wspomnienia i dokumenty; 1915)
- Спомени из години на борби и победи (w tłum. Wspomnienia z lat walk i zwycięstw; 1916)
- Спомени и студии (w tłum. Wspomnienia i studia; wyd. 1928)
- Евлоги Георгиев. Черти из живота му и документи из архива му (w tłum. Ewłogi Georgijew. Zarysy z jego życia i dokumenty z jego archiwum; wyd. 1928)

## Funkcje sprawowane przez Geszowa w Radzie Ministrów
Iwan Geszow zajmował następujące stanowiska w rządach Bułgarii (w porządku chronologicznym):
- w trzecim rządzie Petka Karawełowa
  - minister finansów (24 sierpnia 1886 – 28 sierpnia 1886)
- w pierwszym rządzie Wasiła Radosławowa
  - minister finansów (7 września 1886 – 30 listopada 1886)
- w drugim rządzie Konstantina Stoiłowa
  - minister finansów (31 maja 1894 – 21 grudnia 1894)
  - tymczasowo na czele Ministerstwa Handlu i Rolnictwa (14 października 1894 – 21 grudnia 1894)
- w trzecim rządzie Konstantina Stoiłowa
  - minister finansów (21 grudnia 1894 – 7 września 1897)
  - tymczasowo na czele Ministerstwa Handlu i Rolnictwa (21 grudnia 1894 – 22 lutego 1896 i 12 stycznia 1897 – 7 września 1897)
- w swoim rządzie
  - premier (29 marca 1911 – 14 czerwca 1913)
  - minister spraw zagranicznych i wyznań wiary (29 marca 1911 – 14 czerwca 1913)
  - tymczasowo na czele Ministerstwa Budynków Publicznych, Dróg i Zagospodarowania (13 stycznia 1912 – 27 stycznia 1912)